# Powertoys
Les PowerToys sont un ensemble de fonctionnalités proposé par Microsoft en complément de Windows.
Les PowerToys ont été développés pour Windows 95 et le concept a été suivi jusqu'à Windows XP. Il existe aussi des powertoys pour d'autres produits Microsoft (Tablet PC, Media Center…).
Le développement a été abandonné jusqu'en 2019, où Microsoft annonça la mise à disposition de ces outils pour Windows 10. Dans le même temps, l'entreprise américaine a publié le code source de ces outils sur GitHub.

## Les outils
Tweak UICet outil permet de régler finement de nombreux paramètres d'apparence de Windows (icônes, menu démarrer, Internet explorer…) et même de réparer certaines fonctionnalités système.
ClearType TunerCet outil permet de régler finement les paramètres de lissage ClearType.
Open Command Window HereRajoute un menu contextuel dans l'explorateur ouvrant la fenêtre de ligne de commande dans le répertoire courant.
Alt-Tab ReplacementRemplace la commande Alt-Tab qui permet de changer de fenêtre active, en affichant un aperçu des fenêtres (comme le fait Windows Vista).
Power CalculatorUne calculatrice puissante permettant de tracer des graphiques.
Virtual Desktop ManagerPermet de créer des bureaux virtuels.
Taskbar MagnifierMet une petite loupe dans la barre de tâche.
Webcam TimershotPermet de piloter simplement une webcam.
Image ResizerPermet de redimensionner simplement les images à partir de l'explorateur.
Text ExtractorPermet d'extraire le texte brut a partir d'une image affichée sur l'écran.